# Moira atropos
Moira atropos är en sjöborreart som först beskrevs av Jean-Baptiste Lamarck 1816.  Moira atropos ingår i släktet Moira och familjen vecksjöborrar. Inga underarter finns listade i Catalogue of Life.